# Euro Hockey Club Champions Cup 2014
De Euro Hockey Club Champions Cup 2014 (Europacup) voor vrouwen is de 41ste editie en werd gehouden van 18 tot en met 21 april 2014 in 's-Hertogenbosch.
Er deden acht teams mee aan dit Europese clubtoernooi voor vrouwen, waarin iedereen is geplaatst voor de kwartfinales. De dames van thuisclub Den Bosch zijn de titelverdedigers. In de finale werden zij opzij gezet door Amsterdam H&BC.

## Kwartfinales
| 18 april 2014 09:30 UTC+2 |                  |          |                                                                         |
| Amsterdam H&BC            | 9:0 (5:0)        | Atasport | 's-Hertogenbosch Scheidsrechters: Elena Eskina (RUS) Alison Keogh (IRE) |
|                           | Wedstrijdverslag |          | 's-Hertogenbosch Scheidsrechters: Elena Eskina (RUS) Alison Keogh (IRE) |

| 18 april 2014 12:00 UTC+2 |                  |                          |                                                                                 |
| Reading HC                | 3:4 (1:1, 0:0)   | Uhlenhorster HC          | 's-Hertogenbosch Scheidsrechters: Caroline Brunekreef (NED) Claire Adenot (FRA) |
|                           | Wedstrijdverslag | Winst na nemen shootouts | 's-Hertogenbosch Scheidsrechters: Caroline Brunekreef (NED) Claire Adenot (FRA) |

| 18 april 2014 14:30 UTC+2 |                  |               |                                                                            |
| Berliner HC               | 0:1 (0:1)        | Real Sociedad | 's-Hertogenbosch Scheidsrechters: Frances Block (ENG) Claire Druijts (NED) |
|                           | Wedstrijdverslag |               | 's-Hertogenbosch Scheidsrechters: Frances Block (ENG) Claire Druijts (NED) |

| 18 april 2014 17:00 UTC+2 |                  |                     |                                                                                |
| Railway Union HC          | 0:7 (0:3)        | HC 's-Hertogenbosch | 's-Hertogenbosch Scheidsrechters: Sadaat Zakiyeva (AZE) Michelle Meister (GER) |
|                           | Wedstrijdverslag |                     | 's-Hertogenbosch Scheidsrechters: Sadaat Zakiyeva (AZE) Michelle Meister (GER) |

### Verliezersronde (plaats 5 tot 8)
| 19 april 2014 14:30 UTC+2 |                  |            |                                                                              |
| Atasport                  | 1:3 (0:2)        | Reading HC | 's-Hertogenbosch Scheidsrechters: Alison Keogh (IRE) Gabrielle Schmitz (GER) |
|                           | Wedstrijdverslag |            | 's-Hertogenbosch Scheidsrechters: Alison Keogh (IRE) Gabrielle Schmitz (GER) |

| 19 april 2014 17:00 UTC+2 |                  |                  |                                                                                |
| Berliner HC               | 2:1 (1:1 ,1:1)   | Railway Union HC | 's-Hertogenbosch Scheidsrechters: Caroline Brunekreef (NED) Sarah Wilson (SCO) |
| Winst na nemen shootouts  | Wedstrijdverslag |                  | 's-Hertogenbosch Scheidsrechters: Caroline Brunekreef (NED) Sarah Wilson (SCO) |

## Halve finales
| 20 april 2014 14:30 UTC+2                        |                  |                   |                                                              |
| Amsterdam H&BC                                   | 3:1 (0:1)        | Uhlenhorster HC   | 's-Hertogenbosch Scheidsrechters: Sarah Wilson Frances Block |
| 41' Kelly Jonker 46 (sc)', 51 (sb)' Eva de Goede | Wedstrijdverslag | 8' Lisa Altenburg | 's-Hertogenbosch Scheidsrechters: Sarah Wilson Frances Block |

| 20 april 2014 17:00 UTC+2 |                  | |                                                                  |
| Real Sociedad             | 0:8 (0:3)        | HC 's-Hertogenbosch | 's-Hertogenbosch Scheidsrechters: Michelle Meister Claire Adenot |
|                           | Wedstrijdverslag | 2' Maartje Goderie 27 (sc)', 38 (sc)', 49 (sc)' Maartje Paumen 35 (sc)', 57' Lidewij Welten 53' Sabine Mol 66' Vera Vorstenbosch | 's-Hertogenbosch Scheidsrechters: Michelle Meister Claire Adenot |

### Plaats 7 en 8
| 21 april 2014 09:45 UTC+2                    |                  |                                                                |                                                                      |
| Atasport                                     | 2:5 (0:2)        | Railway Union HC                                               | 's-Hertogenbosch Scheidsrechters: Michelle Meister Gabrielle Schmitz |
| 44' Anastasiya Tsiganska 55' Khatira Aliyeva | Wedstrijdverslag | 7 (sc)', 36' Sinead Dooley 25' Kate Dillon 62', 64' Kate Lloyd | 's-Hertogenbosch Scheidsrechters: Michelle Meister Gabrielle Schmitz |

### Plaats 5 en 6
| 21 april 2014 12:00 UTC+2                                                  |                  |             |                                                               |
| Reading HC                                                                 | 4:0 (2:0)        | Berliner HC | 's-Hertogenbosch Scheidsrechters: Claire Druijts Alison Keogh |
| 25' Becky Halle 29' Ellie Cockburn 49 (sb)' Leah Wilkinson 61' Liana Smith | Wedstrijdverslag |             | 's-Hertogenbosch Scheidsrechters: Claire Druijts Alison Keogh |

### Plaats 3 en 4
| 21 april 2014 14:30 UTC+2                      |                  |                         |                                                                       |
| Uhlenhorster HC                                | 5:3 (1:1, 0:1)   | Real Sociedad           | 's-Hertogenbosch Scheidsrechters: Caroline Brunekreef Sadaat Zakiyeva |
| 55' Kristina Hillmann Winst na nemen shootouts | Wedstrijdverslag | 33' Ma Eugenia Guajardo | 's-Hertogenbosch Scheidsrechters: Caroline Brunekreef Sadaat Zakiyeva |

## Finale
| 21 april 2014 17:00 UTC+2                                                                          |                  |                                                                       |                                                                                     |
| Amsterdam H&BC                                                                                     | 5:2 (2:2, 0:1)   | HC 's-Hertogenbosch                                                   | Sportpark Oosterplas, 's-Hertogenbosch Scheidsrechters: Frances Block Claire Adenot |
| 44 (sc)' Eva de Goede 59' Kelly Jonker Doelpunten in shootout Eva de Goede Ellen Hoog Kelly Jonker | Wedstrijdverslag | 5 (sc)' Maartje Paumen 43' Lidewij Welten Geen doelpunten in shootout | Sportpark Oosterplas, 's-Hertogenbosch Scheidsrechters: Frances Block Claire Adenot |

## Kampioen
| Euro Hockey Club Champions Cup 2014 (Europacup 2014) |
| ---------------------------------------------------- |
| Amsterdam H&BC 13de titel                            |

## Individuele prijzen
- Topscorer:  Eva de Goede,  Amsterdam H&BC
- Beste speelster van het toernooi:  Lidewij Welten,  HC Den Bosch
- Beste keepster van het toernooi:  Yvonne Frank,  Uhlenhorster HC